# Pedro Medrano
Pedro Medrano (Isla Gorriti, 26 de abril de 1769 - Buenos Aires, 3 de noviembre de 1840) fue un abogado y poeta argentino. Participó en el Cabildo abierto de 1810, donde se pronunció a favor de la causa criolla, y fue diputado en el Congreso de Tucumán, que declaró la Independencia Argentina el 9 de julio de 1816. Como poeta, dejó escritas numerosas obras.

## Biografía
Medrano nació en la isla Gorriti, Maldonado, Banda Oriental, actual Uruguay, mientras sus padres Pedro Medrano y Victorina de Cabrera y Saavedra, ambos porteños estaban exiliados por orden del gobernador Francisco de Paula Bucarelli
Estudió en Buenos Aires y realizó sus estudios superiores en el Colegio Monserrat de Córdoba. Se graduó en la Universidad Mayor, Real y Pontificia de San Francisco Xavier de Chuquisaca como doctor de leyes. Luego ejerció como abogado en Buenos Aires, participando del Cabildo abierto del día 22 de mayo de 1810 y pronunciándose a favor de los criollos. En 1812, Medrano fue elegido como diputado para la que sería la Asamblea del Año XIII. En 1814, fue elegido para acompañar a Manuel Belgrano en una misión diplomática a Europa por motivo de la restauración de Fernando VII, aunque finalmente su puesto fue ocupado por Bernardino Rivadavia.
Fue uno de los autores del Estatuto provisional de 1815. 
Fue elegido por Buenos Aires para ser diputado en el Congreso de Tucumán, ejerciendo como primer presidente y dando el discurso inaugural. Medrano también propuso agregar al acta de la Independencia, a continuación de la propuesta de emancipación “de los reyes de España, sus sucesores y metrópoli”, la expresión “y de toda otra dominación extranjera”. Su propósito era desvirtuar los rumores de un acuerdo con los portugueses para establecer un protectorado lusitano. La propuesta sería aprobada por unanimidad. Junto a Teodoro Sánchez de Bustamante y José Mariano Serrano integró la comisión redactora del "Manifiesto a las Naciones". 
Medrano fue secretario de la Junta de Representantes (la formada luego de la Batalla de Cepeda, que eligió como gobernador a Manuel de Sarratea) en 1821. 
Fue diputado de la Sala de Representantes durante el gobierno de Rosas.
También se destacó como orador y poeta. Escribió un largo romance titulado Carta de Celio a Armesto, de clara intención política; La Martiniana y la traducción al Poema de la Expedición al Desierto, de 1833-34.
Murió el 3 de noviembre de 1840 en Buenos Aires. Una avenida en esta ciudad lleva su nombre.
- Datos: Q7159771